# Joris De Vriendt
Pour les articles homonymes, voir De Vriendt.
Joris De Vriendt, né le 10 mars 1966 à Saint-Nicolas, est un homme politique belge, membre du Vlaams Belang (VB).

## Biographie
Joris De Vriendt nait le 10 mars 1966 à Saint-Nicolas.
Le 9 février 2023, il devient député fédéral à la Chambre des représentants en remplaçant Dries Van Langenhove qui démissionne de son mandat de député,.